# Яворський Віктор Соломонович
Ві́ктор Соломо́нович Яво́рський (* 17 червня 1929, Хабаровськ) — доктор сільськогосподарських наук, професор. Заслужений діяч науки Республіки Марій Ел. Заслужений працівник вищої школи Російської Федерації (2002).

## Біографічні відомості
1951 року закінчив Сільськогосподарську академію імені Тімірязєва.
Працював старшим науковим співробітником Всесоюзного науково-дослідного інституту біохімії, фізіології тварин (місто Боровськ Калузької області).
Від 1976 року працював у Марійському державному університеті: доцент, професор. У 1988-1998 роках завідував кафедрою загальної зоотехнії. У 1998-2005 роках - завідувач кафедри генетики, розведення та відтворення тварин.
Має двоє дітей.
Досліджував технології молочного конярства. Автор 93 наукових праць, зокрема — двох підручників для вищих навчальних закладів.